# Sinophoneus
Sinophoneus es un género extinto de terápsido dinocéfalo de la familia Anteosauridae, el más basal de los conocidos.

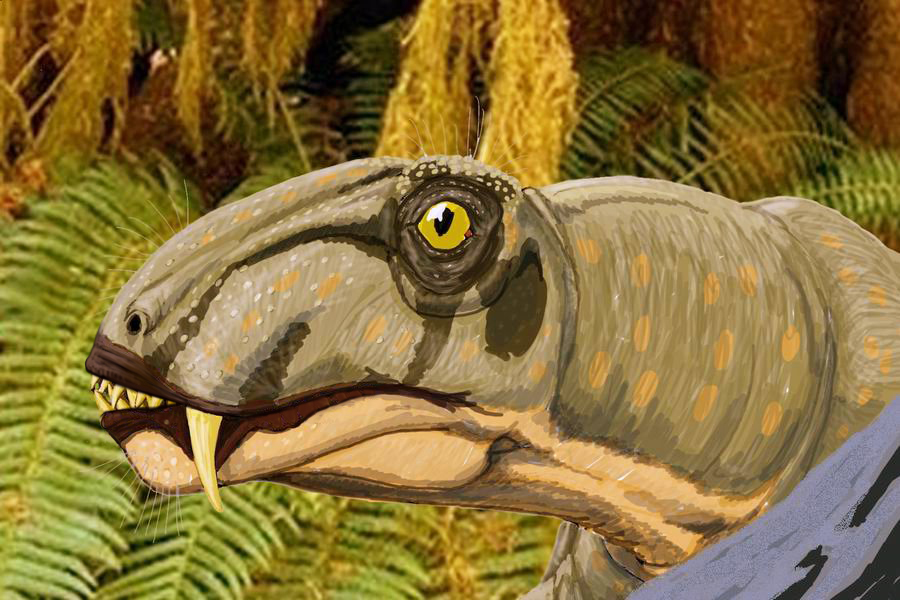
Restauración del Sinophoneus basada en IGCAGS V 361, originalmente clasificado como Stenocybus acidentatus.

Se ha encontrado un único cráneo fosilizado (GMV 1601) de la Formación Xidagou de China de mediados del Pérmico. Sinophoneus se caracteriza por un hocico ancho y por un reborde que corre a lo largo de la línea media del cráneo entre las órbitas oculares. El anteosaurio Stenocybus acidentatus también ha sido denominado a partir de la Formación Xidagou sobre la base de un cráneo (IGCAGS V 361) y algunos huesos fragmentados de la mandíbula, pero representa un espécimen juvenil de Sinophoneus. Las características juveniles incluyen un tamaño menor, órbitas oculares de mayores dimensiones y un cráneo más alto. Tanto GMV 1601 como IGCAGS V 361 poseen hocicos largos redondeados, lo que los distingue de la mayoría de los otros anteosaurios y sugiere que están muy relacionados.